# Lijst van personen overleden in september 2018
Dit is een lijst van bekende personen die zijn overleden in september 2018.

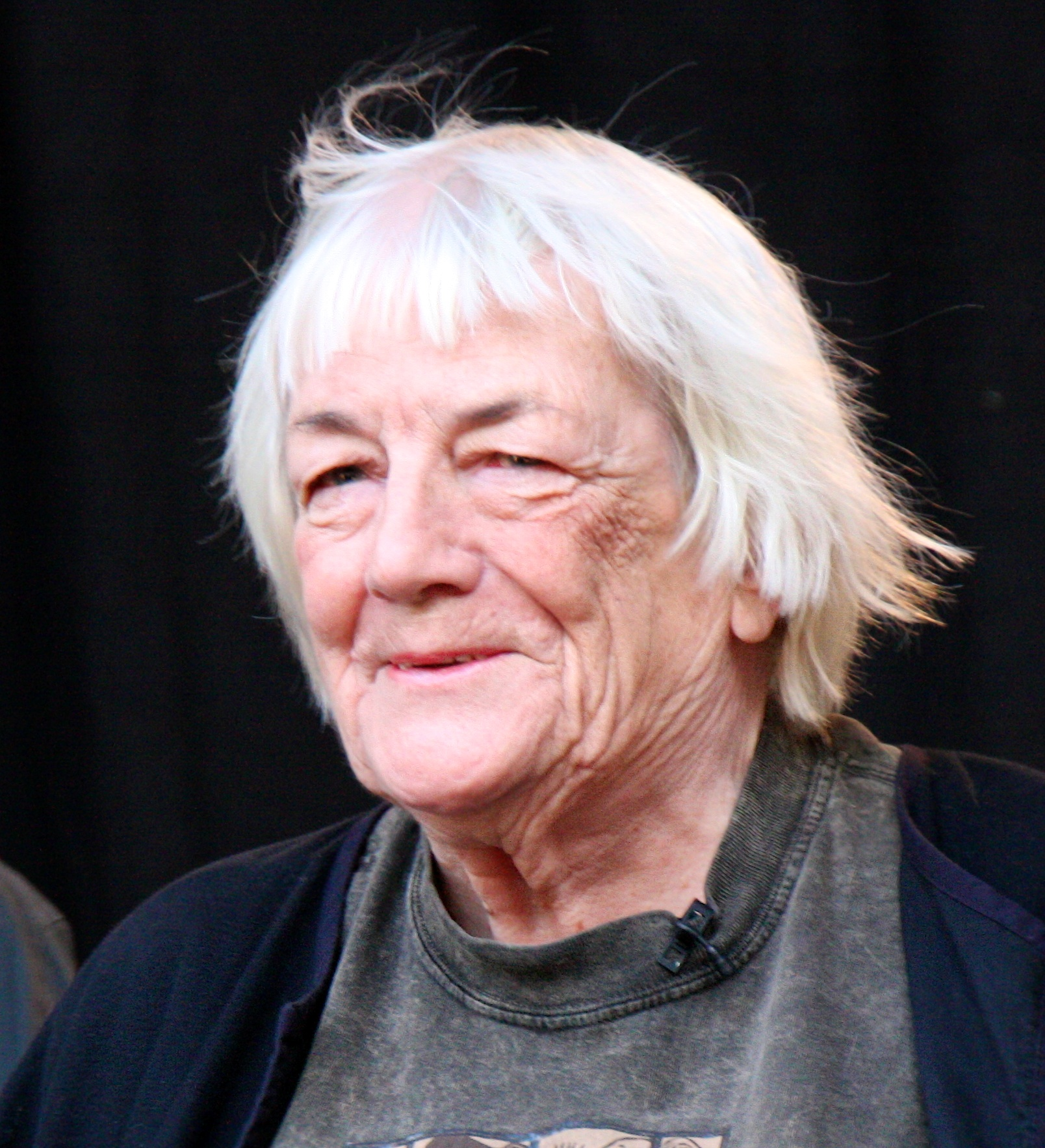
Margit Sandemo
1 september

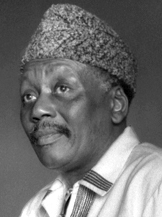
Randy Weston
1 september

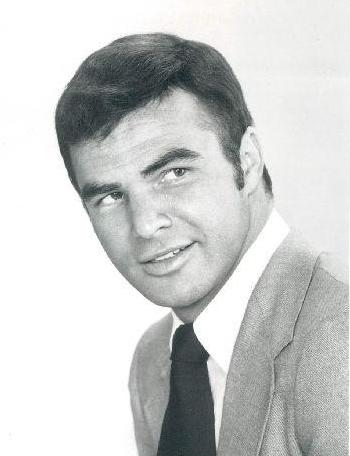
Burt Reynolds
6 september

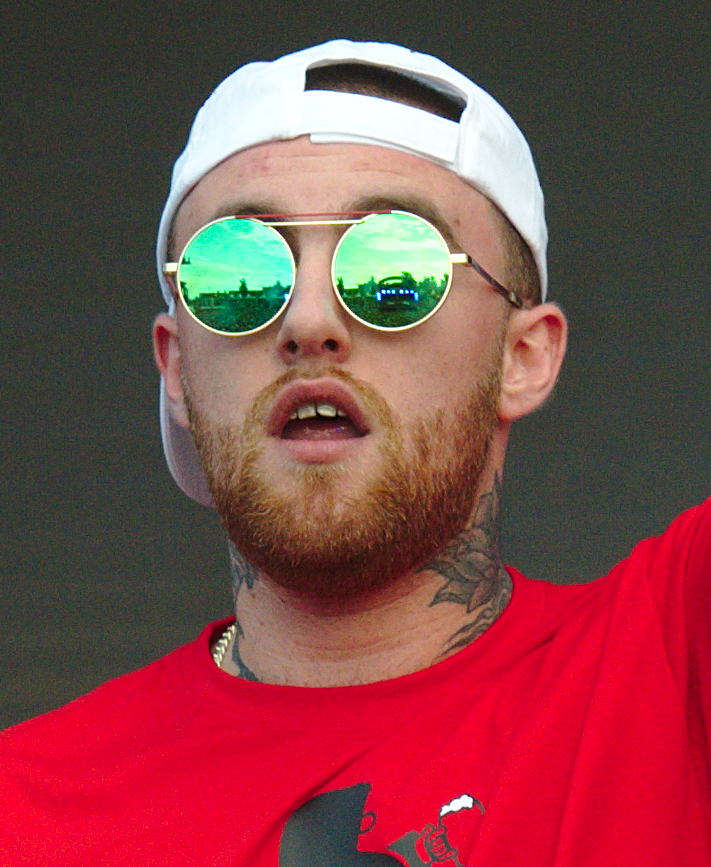
Mac Miller
7 september

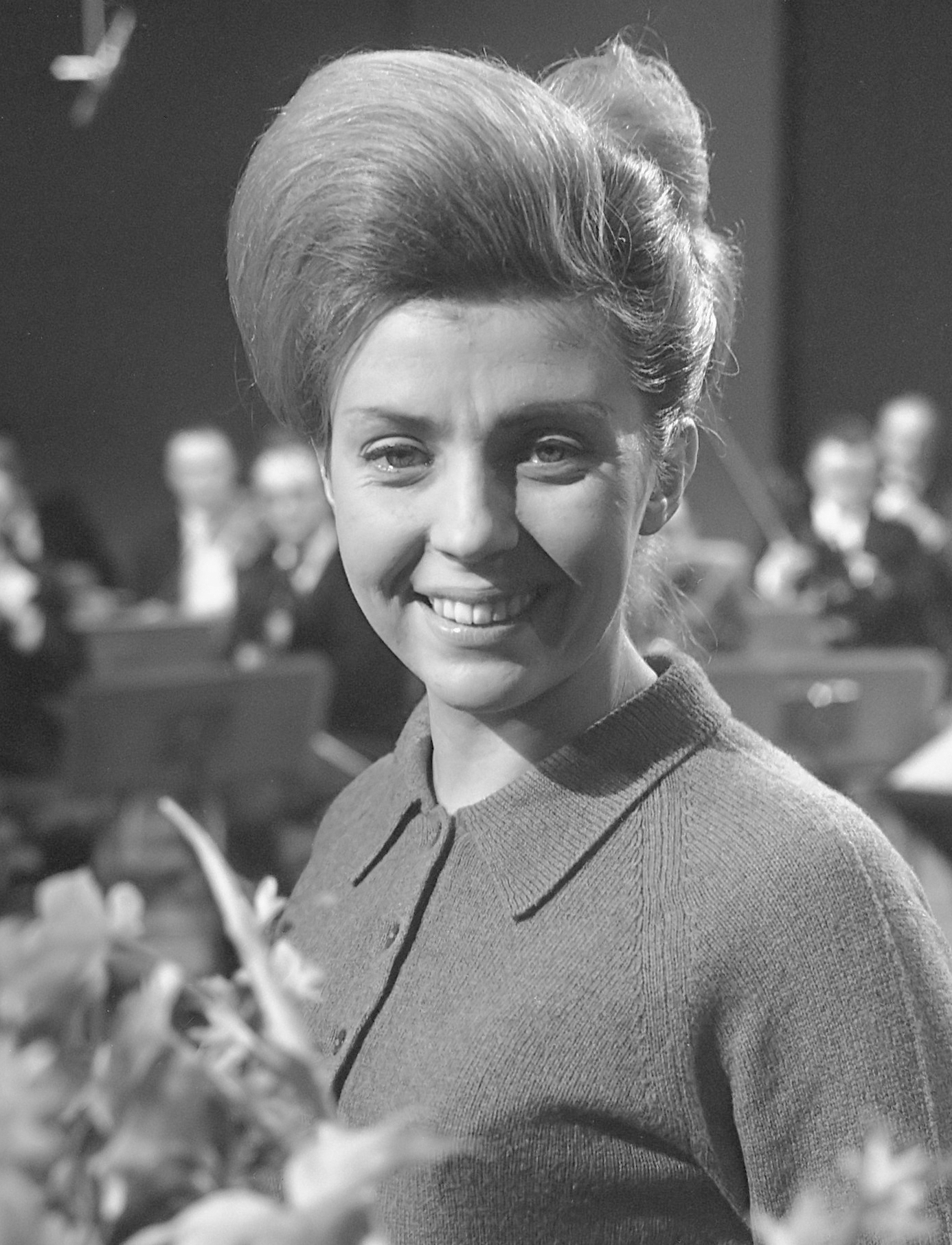
Helen Shepherd
10 september

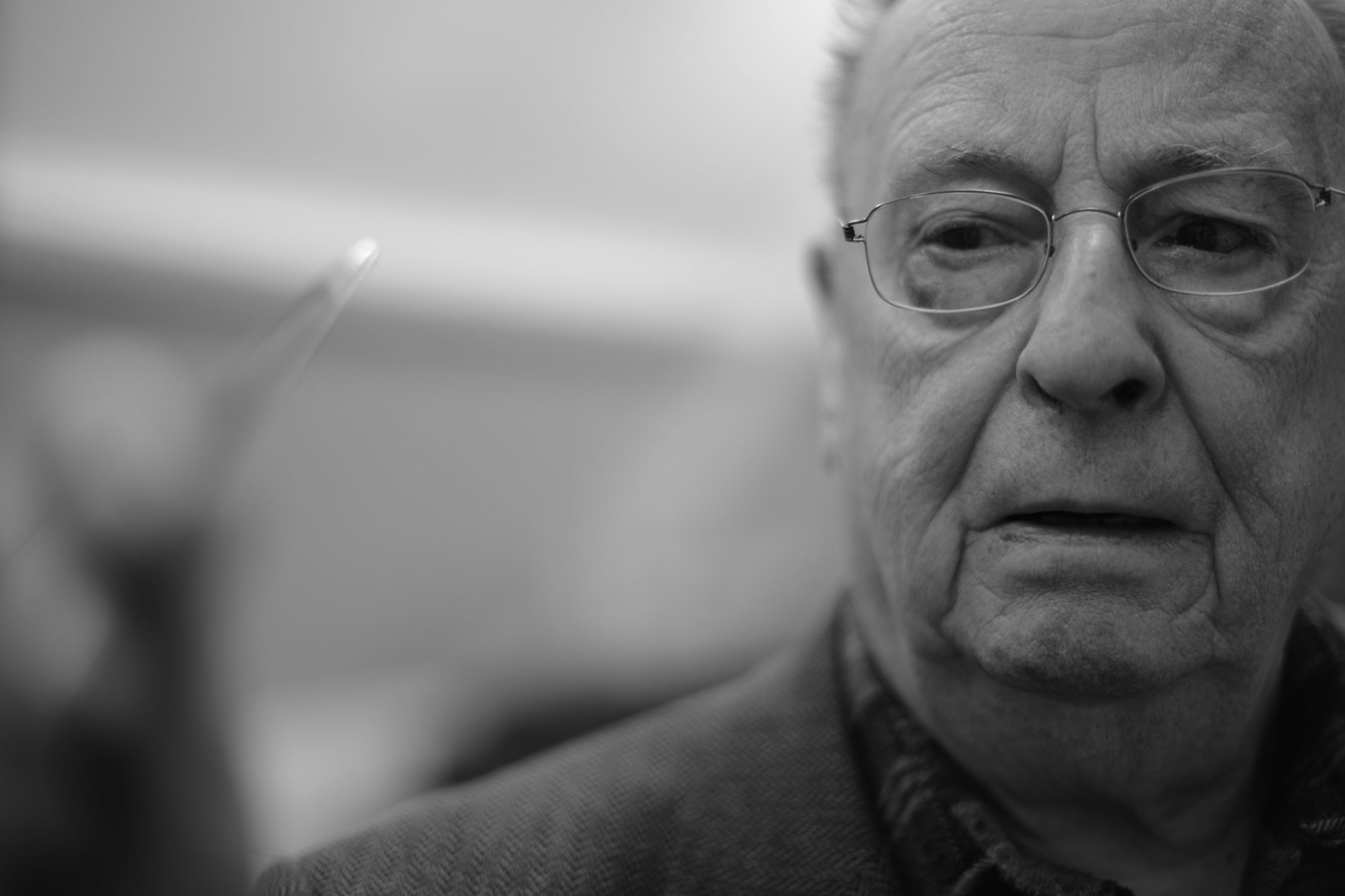
Co Westerik
10 september

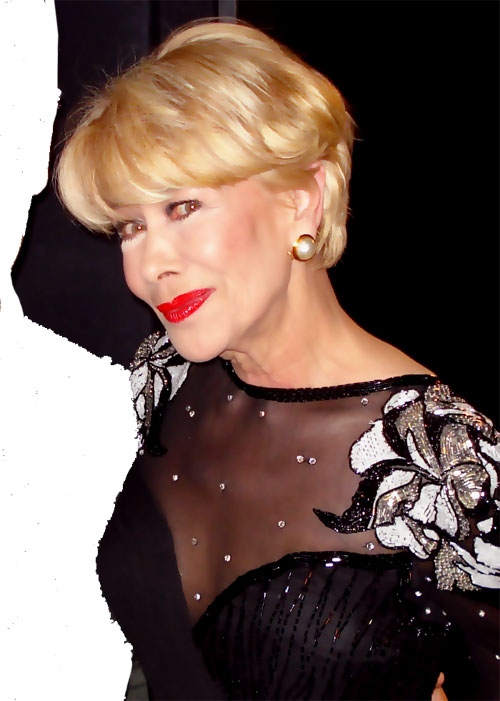
Anneke Grönloh
14 september

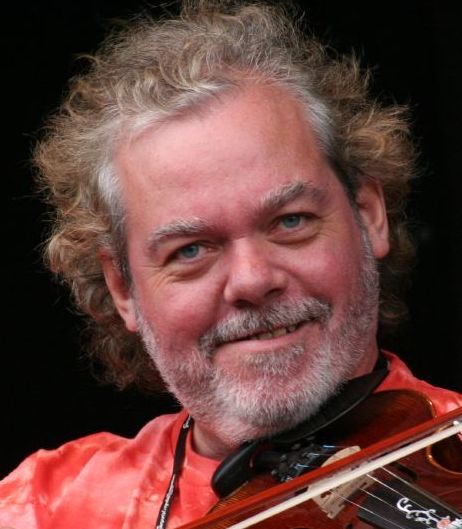
Maartin Allcock
16 september

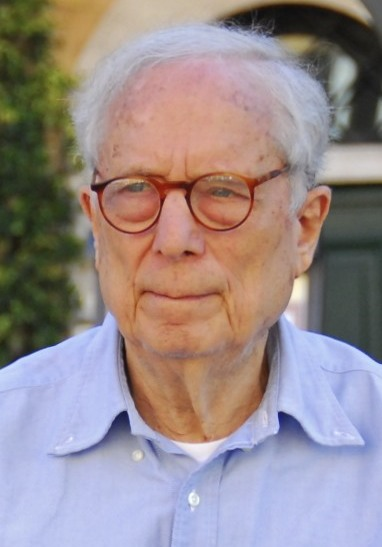
Robert Venturi
18 september

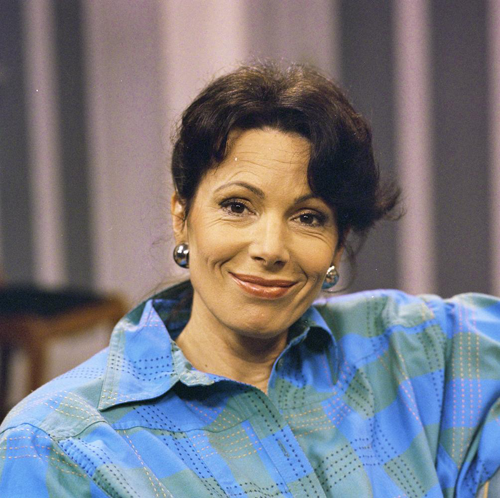
Sjoukje Hooymaayer
19 september

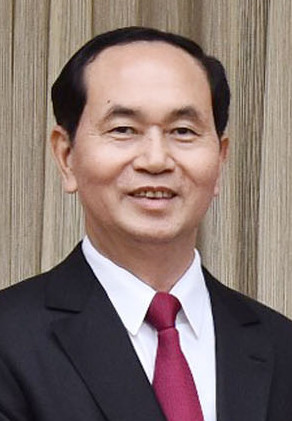
Trần Đại Quang
21 september

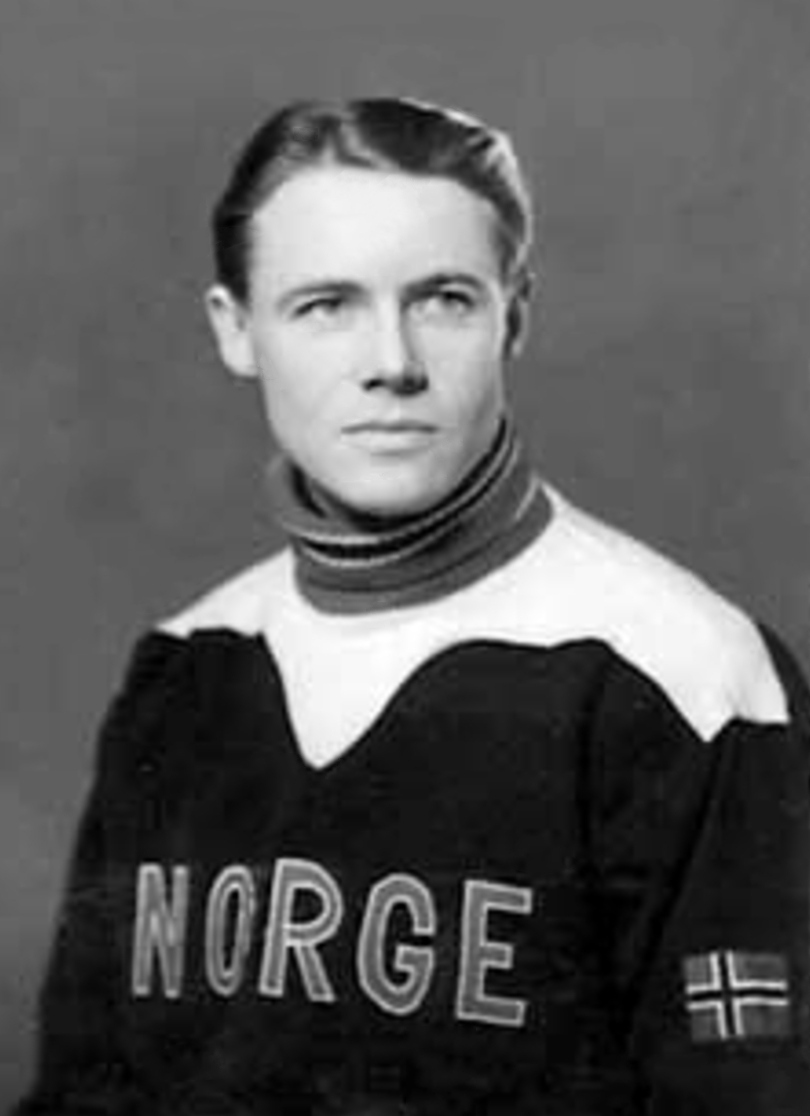
Ivar Martinsen
24 september

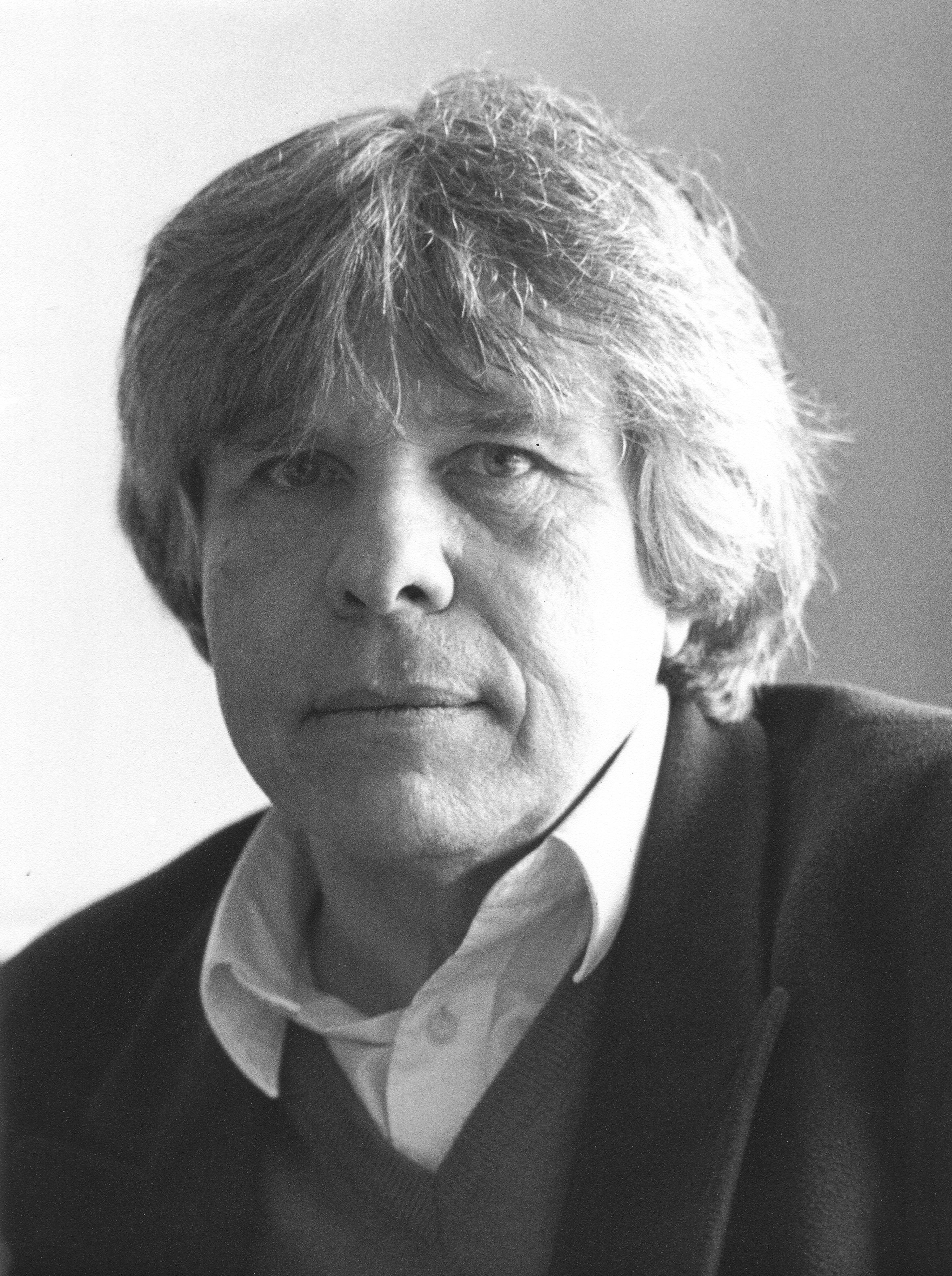
Paul Verhuyck
26 september

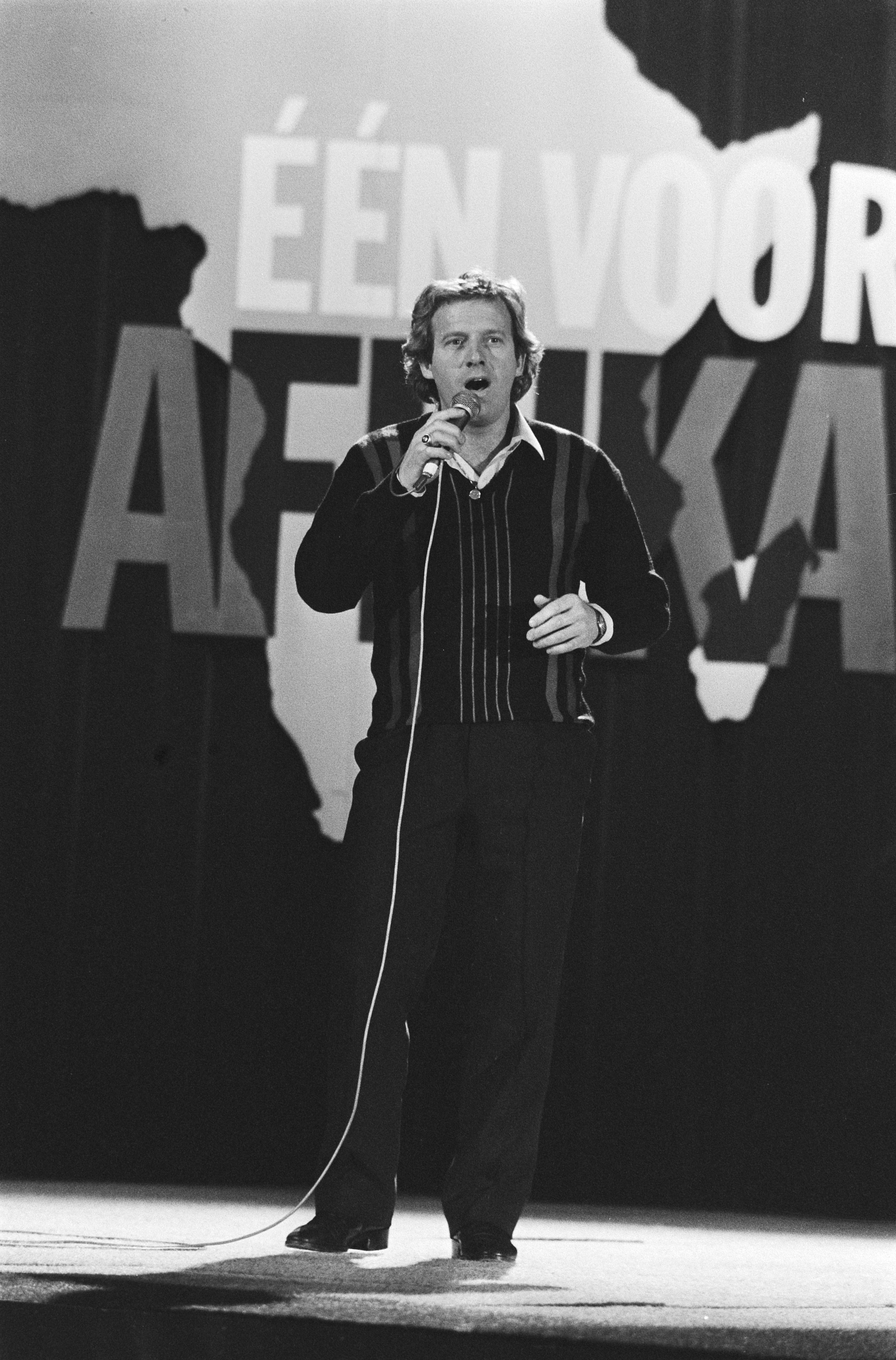
Koos Alberts
28 september

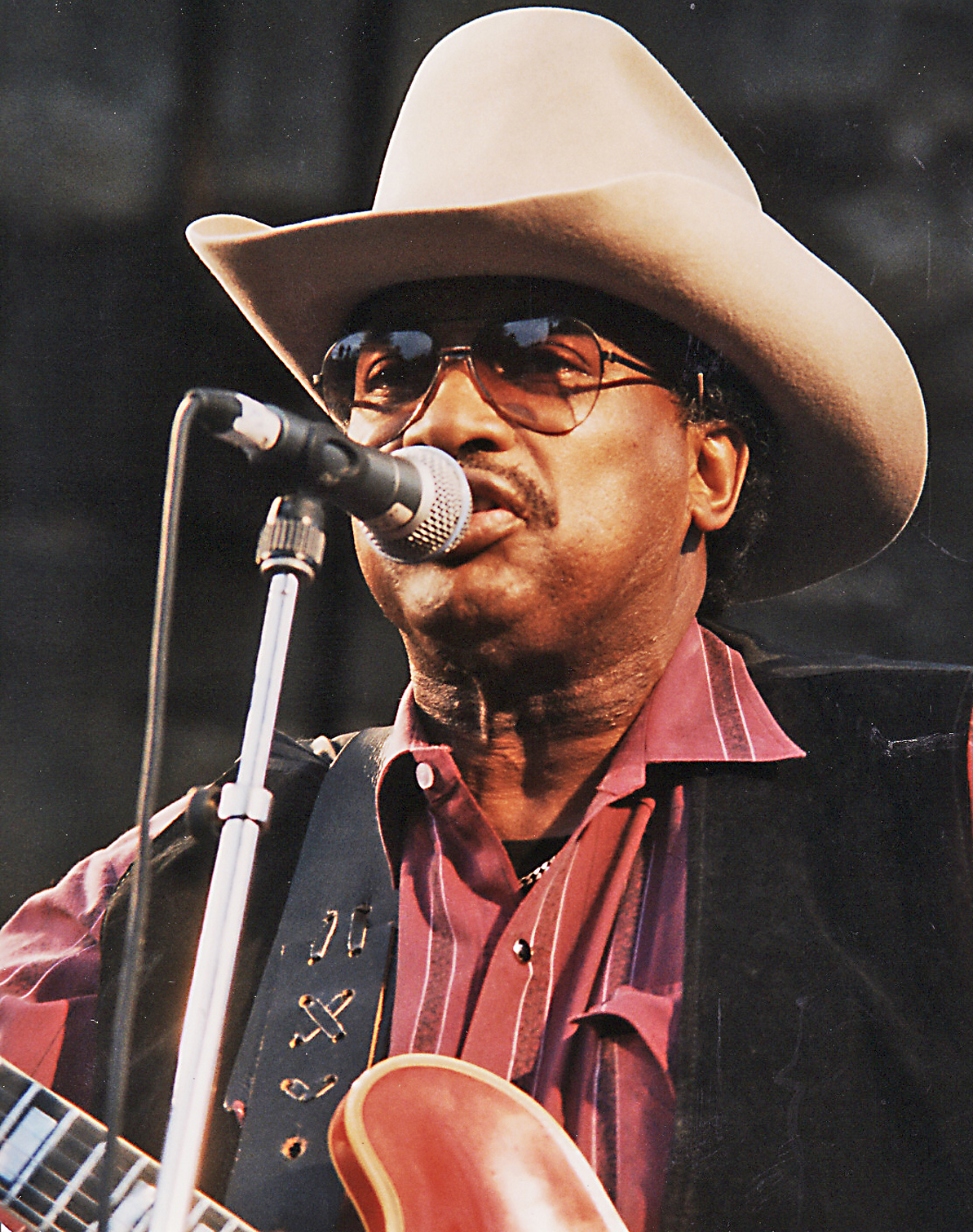
Otis Rush
29 september

| 1 | 2 | 3 | 4 | 5 | 6 | 7 | 8 | 9 | 10 | 11 | 12 | 13 | 14 | 15 | 16 | 17 | 18 | 19 | 20 | 21 | 22 | 23 | 24 | 25 | 26 | 27 | 28 | 29 | 30 |
| - | - | - | - | - | - | - | - | - | -- | -- | -- | -- | -- | -- | -- | -- | -- | -- | -- | -- | -- | -- | -- | -- | -- | -- | -- | -- | -- |

### 1 september
- Margit Sandemo (94), Noors schrijfster[1]
- Randy Weston (92), Amerikaans jazzmusicus[2]

### 2 september
- Ian Lariba (23), Filipijns tafeltennisster[3]
- Conway Savage (58), Australisch rockmuzikant[4]

### 3 september
- Lydia Clarke (95), Amerikaans actrice[5]
- Jalaluddin Haqqani (79), Afghaans terroristenleider[6]
- Ina Isings (99), Nederlands archeologe[7]
- Paul Koech (48), Keniaans atleet[8]
- Jacqueline Pearce (74), Brits actrice[9]
- Katyna Ranieri (93), Italiaans zangeres en actrice[10]
- Thomas Rickman (78), Amerikaans scenarioschrijver en filmregisseur[11]

### 4 september
- Bill Daily (91), Amerikaans acteur[12]
- Christopher Lawford (63), Amerikaans acteur[13]
- Willem van der Slik (87), Nederlands hoogleraar[14]

### 5 september
- Rachael Bland (40), Welsh radiopresentatrice[15]
- Nicolaas Bootsma (90), Nederlands historicus[16]
- Jim Borst (86), Nederlands missionaris[17]
- Freddie Oversteegen (92), Nederlands verzetsstrijdster[18]
- Priscila Uppal (44), Canadees dichteres[19]

### 6 september
- Edouard Aidans (88), Belgisch striptekenaar[20]
- Peter Benson (75), Brits acteur[21]
- Matthijs Adriaan Bleiker (95), Nederlands tuberculosedeskundige[22]
- Jacques Janssen (74), Nederlands hoogleraar[23]
- Will Jordan (91), Amerikaans komiek en acteur[24]
- Tom Maagendans (75), Nederlands burgemeester[25]
- Burt Reynolds (82), Amerikaans acteur[26]
- Dulf Schenkelaars (90), Nederlands muziekinstrumentbouwer[27]
- Claudio Scimone (83), Italiaans dirigent[28]

### 7 september
- Steve Andreas (82), Amerikaans schrijver en psycholoog[29]
- Joris Borghouts (79), Nederlands egyptoloog[22]
- Paul Elshout (69), Nederlands beeldhouwer en kunstschilder[30]
- Kurt Helmudt, (74), Deens roeier[31]
- Mac Miller (26), Amerikaans rapper[32]
- Joke Roelevink (65), Nederlands historicus[33]
- Sheila White (69), Brits actrice[34]

### 8 september
- Grimbert Rost van Tonningen (76), Nederlands publicist[35]
- Chelsi Smith (45), Amerikaans schoonheidskoningin[36]

### 9 september
- Silvio Grassetti (82), Italiaans motorcoureur[37]
- Jan van der Meer (82), Nederlands voetballer[38]

### 10 september
- Michel Bonnevie (96), Frans basketballer[39]
- Peter Donat (90), Amerikaans acteur[40]
- István Géczi (74), Hongaars voetballer[41]
- Helen Shepherd (78), Nederlands zangeres[42]
- Govert van Tets (93), Nederlands politicus[43]
- Co Westerik (94), Nederlands beeldend kunstenaar[44]

### 11 september
- Fenella Fielding (90), Brits actrice[45]
- Don Panoz (83), Amerikaans ondernemer[46]
- Albert Sabajo (70), Surinaams surinamist en musicus[47]
- Cees Vos (90), Nederlands burgemeester[48]

### 12 september
- Hans Göbbels (82), Duits voetballer[49]
- Rachid Taha (59), Frans zanger[50]

### 13 september
- Jean Barzin (71), Belgisch politicus[51]
- Marin Mazzie (57), Amerikaans actrice en musicalzangeres[52]
- Zienia Merton (72), Brits actrice[53]
- Valentin Tsjaikin (93), Russisch langebaanschaatser[54]

### 14 september
- Max Bennett (90), Amerikaans jazzbassist[55]
- Beverly Bentley (88), Amerikaans actrice[56]
- Anneke Grönloh (76), Nederlands zangeres[57]
- George Isherwood (71), Amerikaans Nederlands regisseur en schrijver[58]
- Mels de Jong (86), Nederlands psycholoog, publicist en vertaler[59]

### 15 september
- Clara Haesaert (94), Belgisch dichteres[60]
- Kirin Kiki (75), Japans actrice[61]
- Dudley Sutton (85), Brits acteur[62]

### 16 september
- Maartin Allcock (61), Brits muzikant[63]
- Klaus Baess (93), Deens zeiler[64]
- Kevin Beattie (64), Engels voetballer[65]
- Henk Breeveld (89), Nederlands burgemeester[66]
- Isao Matsushita (67), Japans componist, dirigent en musicoloog[67]
- Big Jay McNeely (91), Amerikaans saxofonist[68]
- Frank Parker (79), Amerikaans acteur[69]

### 17 september
- Enzo Calzaghe (69), Italiaans-Brits bokstrainer[70]
- Stephen Jeffreys (68), Brits toneelschrijver[71]
- Barbara Nascimbene (50), Italiaans actrice[72]

### 18 september
- Judith Kazantzis (78), Brits schrijfster[73]
- Carmencita Lara (91), Peruviaans zangeres[74]
- Marceline Loridan-Ivens (90), Frans schrijfster en regisseuse[75]
- Jean Piat (93), Frans acteur en schrijver[76]
- Robert Venturi (93), Amerikaans architect[77]

### 19 september
- Sjoukje Hooymaayer (78), Nederlands actrice[78]
- Denis Norden (96), Brits scenarioschrijver en presentator[79]
- Gamil Ratib (91), Egyptisch-Frans acteur[80]

### 20 september
- Edmundo Abaya (89), Filipijns bisschop[81]
- John Cunliffe (85), Brits kinderboekenschrijver en presentator[82]
- Laurie Mitchell (90), Amerikaans actrice[83]
- Reinhard Tritscher (72), Duits alpineskiër[84]

### 21 september
- Trần Đại Quang (61), president van Vietnam[85]
- Serge Larivière (60), Belgisch acteur[86]
- Edna Molewa (61), Zuid-Afrikaans politica[87]

### 22 september
- Erik Asmussen (94), Nederlands hoogleraar en bestuurder[88]
- Felix Flanegien (74), Arubaans politicus[89]
- Chas Hodges (74), Brits muzikant en zanger[90]
- Al Matthews (75), Amerikaans acteur[91]

### 23 september
- Chris Ruysen (54), Belgisch springruiter[92]
- Charles Kao (84), Chinees wetenschapper[93]
- Gary Kurtz (78), Amerikaans filmproducent[94]

### 24 september
- Alfredo Abalos (80), Argentijns zanger[95]
- Vicente Bianchi (98) , Chileens pianist, componist en dirigent[96]
- Jim Brogan (74), Schots voetballer[97]
- Olaf Douwes Dekker (77), Nederlands dichter en publicist[98]
- Roger Mainwood (65), Brits animatieregisseur[99]
- Ivar Martinsen (97), Noors schaatser[100]

### 25 september
- Evelyn Anthony (92), Brits schrijfster[101]
- Anthon Beeke (78), Nederlands grafisch ontwerper[102]
- Shoki Mokgapa (34), Zuid-Afrikaans actrice[103]
- Paul John Vasquez (48), Amerikaans acteur[104]

### 26 september
- Roger Robinson (78), Amerikaans acteur[105]
- Paul Verhuyck (78), Belgisch schrijver[106]

### 27 september
- Marty Balin (76), Amerikaans zanger en gitarist[107]
- Blagoje Istatov (71), Macedonisch voetballer[108]
- James G. March (90), Amerikaans socioloog[109]
- Namkhai Norbu (79), Tibetaans-Italiaans geestelijke, tibetoloog en mongoloog[110]
- Yvonne Suhor (52), Amerikaans actrice[111]

### 28 september
- Koos Alberts (71), Nederlands zanger[112]
- Joe Masteroff (98), Amerikaans toneelschrijver[113]
- Vladimir Voronkov (74), Russisch langlaufer[114]

### 29 september
- Luigi Agnolin (75), Italiaans voetbalscheidsrechter[115]
- Otis Rush (84), Amerikaans muzikant[116]
- Richard Searfoss (62), Amerikaans ruimtevaarder[117]

### 30 september
- Raf Declercq (94), Belgisch politicus[118]
- Geoffrey Hayes (76), Brits televisiepresentator en acteur[119]
- Wilhelm Keim (83), Duits scheikundige en hoogleraar[120]
- Kim Larsen (72), Deens zanger[121]
- Walter Laqueur (97), Duits-Amerikaans historicus en journalist[122]

### Datum onbekend
- Bob van der Tak (38), Nederlands radiocommentator (overlijden bekendgemaakt op 18 september)[123]

januari ·
februari ·
maart ·
april ·
mei ·
juni ·
juli ·
augustus ·
september ·
oktober ·
november ·
december
1900 ·
1901 ·
1902 ·
1903 ·
1904 ·
1905 ·
1906 ·
1907 ·
1908 ·
1909 ·
1910 ·
1911 ·
1912 ·
1913 ·
1914 ·
1915 ·
1916 ·
1917 ·
1918 ·
1919 ·
1920 ·
1921 ·
1922 ·
1923 ·
1924 ·
1925 ·
1926 ·
1927 ·
1928 ·
1929 ·
1930 ·
1931 ·
1932 ·
1933 ·
1934 ·
1935 ·
1936 ·
1937 ·
1938 ·
1939 ·
1940 ·
1941 ·
1942 ·
1943 ·
1944 ·
1945 ·
1946 ·
1947 ·
1948 ·
1949 ·
1950 ·
1951 ·
1952 ·
1953 ·
1954 ·
1955 ·
1956 ·
1957 ·
1958 ·
1959 ·
1960 ·
1961 ·
1962 ·
1963 ·
1964 ·
1965 ·
1966 ·
1967 ·
1968 ·
1969 ·
1970 ·
1971 ·
1972 ·
1973 ·
1974 ·
1975 ·
1976 ·
1977 ·
1978 ·
1979 ·
1980 ·
1981 ·
1982 ·
1983 ·
1984 ·
1985 ·
1986 ·
1987 ·
1988 ·
1989 ·
1990 ·
1991 ·
1992 ·
1993 ·
1994 ·
1995 ·
1996 ·
1997 ·
1998 ·
1999 ·
2000 ·
2001 ·
2002 ·
2003 ·
2004 ·
2005 ·
2006 ·
2007 ·
2008 ·
2009 ·
2010 ·
2011 ·
2012 ·
2013 ·
2014 ·
2015 ·
2016 ·
2017 ·
2018 ·
2019 ·
2020 ·
2021 ·
2022 ·
2023 ·
2024 ·
2025